# Karl Wilhelm Eugen von Freydorf

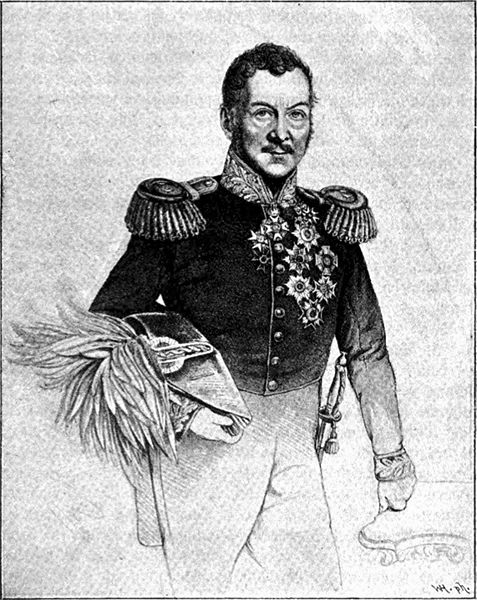
Karl Wilhelm Eugen von Freydorf

Karl Wilhelm Eugen von Freydorf (* 3. Februar 1781 in Karlsruhe; † 25. Juli 1854 ebenda) war ein badischer Generalleutnant und Kriegsminister.

## Werdegang
Der Sohn des kaiserlichen Generalfeldmarschalls und Titular-Markgrafen Christoph von Baden aus der am 28. September 1779 mit Katharina Höllischer geschlossenen morganatischen Ehe begründete die evangelische Adelsfamilie von Freydorf, aus der einige bedeutende Offiziere und Beamte hervorgingen.
Eugen von Freydorf stand nach dem Tod seines Vaters 1789 unter der Vormundschaft des Geheimen Legations- und Kabinettsrats Griesbach. Er besuchte das Pädagogium in Durlach und das Lyzeum in Karlsruhe und erhielt darüber hinaus umfassenden Privatunterricht, unter anderem auch durch Johann Gottfried Tulla.
Im Jahre 1800 wurde Freydorf Leutnant bei der badischen Artillerie und besuchte für zwei Jahre die wegen ihres Mathematiklehrers Georg von Vega bekannte Artillerie- und Ingenieurschule in Wien, hörte daneben auch Vorlesungen an der Universität Wien und kam in gesellschaftlichen Kreisen in Kontakt mit zahlreichen Persönlichkeiten, so unter anderem auch mit Ludwig van Beethoven.
1802 wurde Freydorf zum Sekondeleutnant der Artillerie ernannt und 1805 zum Premierleutnant. Im Dritten Koalitionskrieg 1805 nahm Freydorf als Stabskapitän und Chef einer Kompanie mit sechs Geschützen für das Kurfürstentum Baden am Feldzug gegen Österreich teil. 1806 organisierte er für das zum Großherzogtum Baden erhobene Land als Kapitän die neu errichtete Kompanie reitender Artillerie und nahm mit vier Geschützen im Vierten Koalitionskrieg 1807 an der Belagerung von Stralsund teil. Im Fünften Koalitionskrieg zog er mit seiner Batterie erneut gegen Österreich und wurde nach Gefechten bei Schärding, Ebersberg, Paga und Raab in der Schlacht bei Wagram schwer verwundet. Das durch eine Kanonenkugel zerfetzte rechte Bein musste amputiert werden und wurde nach Ausheilung der Wunde durch eine Holzprothese ersetzt.
Freydorf konnte als Kriegsinvalide keinen weiteren Frontdienst mehr leisten. Nun beteiligte er sich im Dienste der Badischen Armee an Administrations- und Organisationsaufgaben. Insbesondere nach dem katastrophalen Ende der Badener im Russlandfeldzug 1812 war das badische Armee-Korps personell und materiell von Grund auf neu aufzustellen und auszustatten. 1813 wurde Freydorf als Oberstleutnant zum Revue-Inspektor für das gesamte Armeekorps und 1814 als Oberst ordentliches Mitglied des Kriegsministeriums.
1818 war Freydorf Mitglied einer Kommission zum Entwurf der Organisation des deutschen Bundesheeres in Frankfurt. 1821 beteiligte er sich an einer ähnlichen Kommission für die Organisation des VIII. Armee-Korps. 1823, 1826 und 1829 fungierte er als stimmführender Bevollmächtigter für das VIII. Armee-Korps bei der Militärkommission in Frankfurt. 1831 war er Mitglied der Kommission für die Revision und den definitiven Abschluss der 1821 entworfenen Organisations-Akte des VIII. Armee-Korps.
1832 erfolgte seine Beförderung zum Generalmajor und Präses der Militär-Studien-Kommission.

## Badischer Kriegsminister
Seit dem 9. Dezember 1833 war Freydorf bis zu seiner Pensionierung am 22. März 1848 badischer Kriegsminister und gehörte in diesem Zeitraum nacheinander den Regierungen Winter, Nebenius I, Blittersdorf, Boeckh, Nebenius II und Bekk an. 1840 erfolgte seine Ernennung zum Generalleutnant.
Während Freydorfs Dienstführung kam es bei der badischen Armee unter anderem zu folgenden Organisationsänderungen:
- Bei der Infanterie erhielt 1841 das Leibinfanterieregiment ein zweites Karabinier-Bataillon zu sechs Kompanien, so dass es danach drei Bataillone umfasste.
- Sämtliche fünf Infanterie-Regimenter wurden 1847 in je drei Bataillone zu je vier Kompanien eingeteilt.

1847 wurde Freydorf Inhaber des Regiments „von Freydorf“, des späteren Leibgrenadierregiments. Die Vorgängerbezeichnung war Linieninfanterieregiment „von Stockhorn“.

## Familie
Eugen von Freydorf war zweimal verheiratet und hatte insgesamt fünf Söhne. Aus seiner ersten Ehe mit Luise Dorothea von Mentzingen (1784–1809) stammte der spätere badische Generalmajor Karl von Freydorf (1809–1878). Aus der zweiten Ehe mit Clementine Stöcklern von Grünholzegg (1789–1832) ging der badische Außenminister Rudolf von Freydorf (1819–1882) sowie der preußische Generalmajor Berthold von Freydorf (1820–1878) hervor.